# Полк Тауншип (округ Монро, Пенсільванія)
Полк Тауншип (англ. Polk Township) — селище (англ. township) в США, в окрузі Монро штату Пенсільванія. Населення — 7473 особи (2020).

### Клімат
| Клімат : Полк Тауншип   | Клімат : Полк Тауншип | Клімат : Полк Тауншип | Клімат : Полк Тауншип | Клімат : Полк Тауншип | Клімат : Полк Тауншип | Клімат : Полк Тауншип | Клімат : Полк Тауншип | Клімат : Полк Тауншип | Клімат : Полк Тауншип | Клімат : Полк Тауншип | Клімат : Полк Тауншип | Клімат : Полк Тауншип | Клімат : Полк Тауншип |
| Показник                | Січ.                  | Лют.                  | Бер.                  | Квіт.                 | Трав.                 | Черв.                 | Лип.                  | Серп.                 | Вер.                  | Жовт.                 | Лист.                 | Груд.                 | Рік                   |
| Абсолютний максимум, °C | 19,1                  | 24,5                  | 29,1                  | 32,7                  | 33,8                  | 33,8                  | 37,2                  | 35,9                  | 34,4                  | 30,4                  | 25,1                  | 20,9                  | 37,2                  |
| Середній максимум, °C   | 1,6                   | 3,4                   | 8,1                   | 15,1                  | 21,2                  | 25,6                  | 27,9                  | 27,0                  | 23,2                  | 16,7                  | 10,3                  | 3,8                   | 15,4                  |
| Середня температура, °C | −3,3                  | −1,9                  | 2,4                   | 8,6                   | 14,4                  | 19,2                  | 21,6                  | 20,7                  | 16,8                  | 10,3                  | 4,9                   | −0,8                  | 9,4                   |
| Середній мінімум, °C    | −8,2                  | −7,2                  | −3,3                  | 2,1                   | 7,8                   | 12,8                  | 15,3                  | 14,4                  | 10,3                  | 3,8                   | −0,4                  | −5,4                  | 3,6                   |
| Абсолютний мінімум, °C  | −29,3                 | −23,1                 | −18,8                 | −10,5                 | −2,1                  | 1,6                   | 4,9                   | 2,5                   | −1,3                  | −7,7                  | −15,7                 | −22,4                 | −29,3                 |
| Норма опадів, мм        | 89                    | 76                    | 98                    | 105                   | 109                   | 124                   | 120                   | 106                   | 128                   | 117                   | 101                   | 106                   | 1279                  |
| Вологість повітря, %    | 71.3                  | 66.9                  | 62.2                  | 59.5                  | 63.1                  | 71.2                  | 70.9                  | 74.1                  | 74.5                  | 71.4                  | 70.9                  | 72.8                  | 69.1                  |
| ----------------------- | --------------------- | --------------------- | --------------------- | --------------------- | --------------------- | --------------------- | --------------------- | --------------------- | --------------------- | --------------------- | --------------------- | --------------------- | --------------------- |
| Джерело: PRISM          |                       |                       |                       |                       |                       |                       |                       |                       |                       |                       |                       |                       |                       |

## Демографія
Згідно з переписом 2010 року, у селищі мешкали 7874 особи в 2860 домогосподарствах у складі 2156 родин. Було 3344 помешкання
Расовий склад населення:
| - 91,3 % — білих - 4,1 % — чорних або афроамериканців - 0,7 % — азіатів - 0,2 % — корінних американців - 0,1 % — вихідців з тихоокеанських островів - 1,9 % — осіб інших рас |

До двох чи більше рас належало 1,7 %. Частка іспаномовних становила 7,1 % від усіх жителів.
За віковим діапазоном населення розподілялося таким чином: 24,9 % — особи молодші 18 років, 60,5 % — особи у віці 18—64 років, 14,6 % — особи у віці 65 років та старші. Медіана віку мешканця становила 41,6 року. На 100 осіб жіночої статі у селищі припадало 100,5 чоловіків;  на 100 жінок у віці від 18 років та старших — 97,2 чоловіків також старших 18 років.
Середній дохід на одне домашнє господарство  становив 61 499 доларів США (медіана — 52 347), а середній дохід на одну сім'ю — 67 933 долари (медіана — 57 733). Медіана доходів становила 51 597 доларів для чоловіків та 33 110 доларів для жінок. За межею бідності перебувало 14,8 % осіб, у тому числі 4,9 % дітей у віці до 18 років та 20,3 % осіб у віці 65 років та старших.
Цивільне працевлаштоване населення становило 3396 осіб. Основні галузі зайнятості: освіта, охорона здоров'я та соціальна допомога — 20,4 %, роздрібна торгівля — 13,0 %, виробництво — 12,7 %.